# Prosopocera voltensis
Prosopocera voltensis är en skalbaggsart som beskrevs av Stefan von Breuning 1967. Prosopocera voltensis ingår i släktet Prosopocera och familjen långhorningar.
Artens utbredningsområde är Senegal. Inga underarter finns listade i Catalogue of Life.